# Abdij van Dendermonde

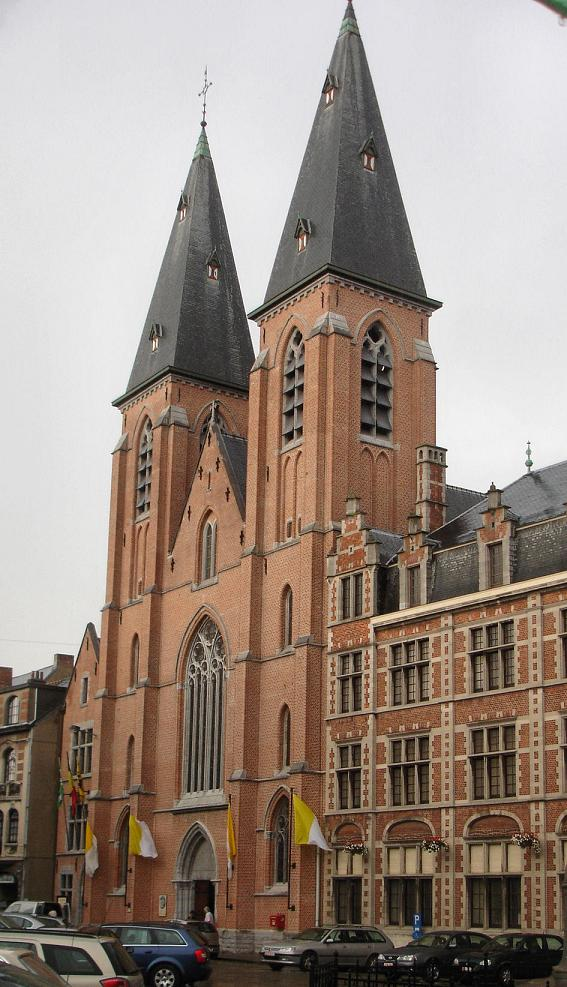
De Sint-Pieter en Paulusbasiliek

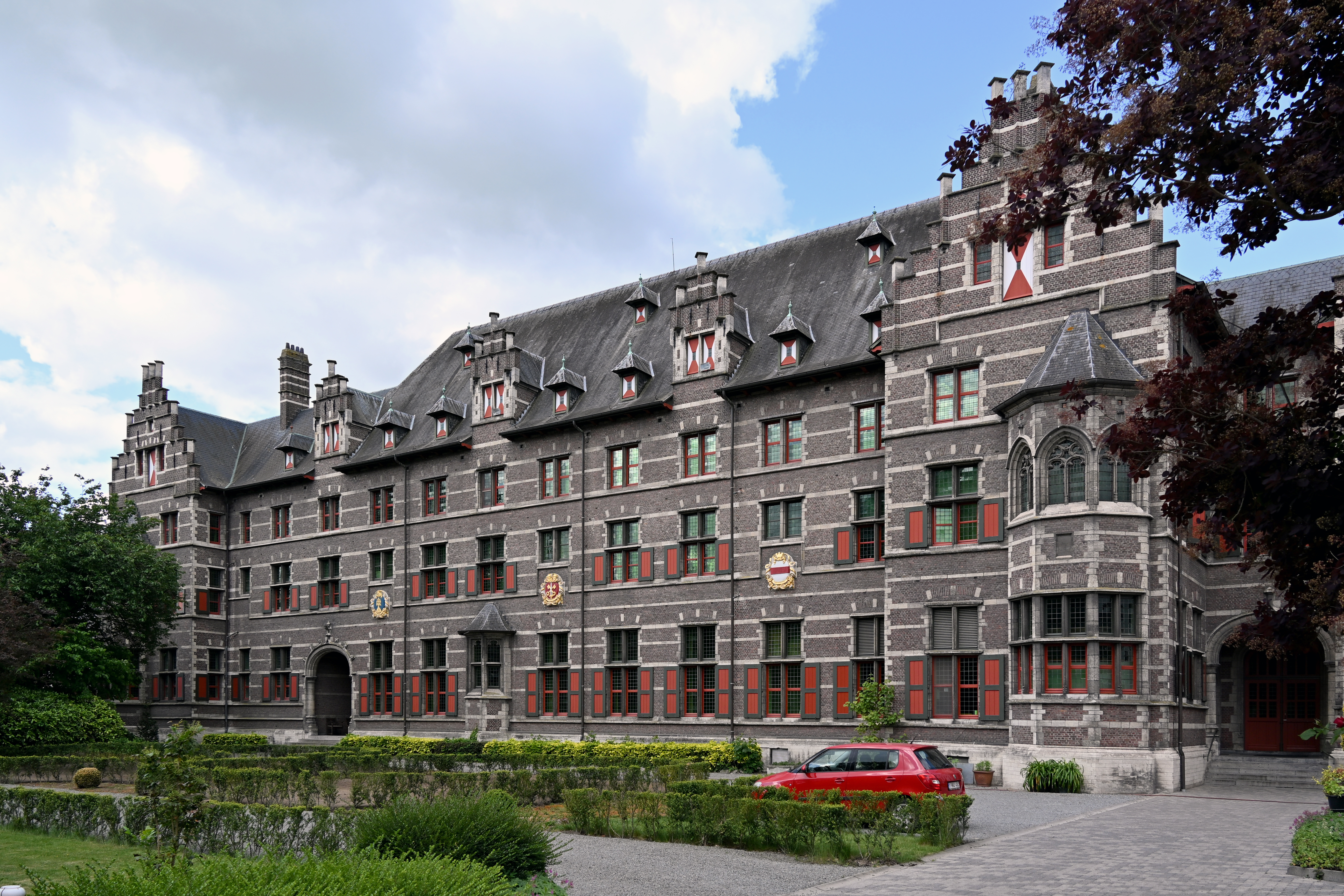
Tuinzijde van de abdij

De Abdij van Dendermonde is toegewijd aan de heiligen Petrus en Paulus. Het is een benedictijnerabdij, gelegen in het centrum van Dendermonde (Vlasmarkt 23). De gemeenschap bestaat vandaag uit zes bejaarde monniken. Het is de enige abdij in het bisdom Gent.

## Geschiedenis
De abdij dankt haar ontstaan aan de Dendermondenaar Dom Veremundus D'Haens, een van de laatste overlevende monniken van de abdij van Affligem in Brabant die tijdens de Franse Revolutie in 1796 was opgeheven.
Hij kocht het oude klooster der Kapucijnen (1595-1797) in Dendermonde in 1837 van het armbestuur over en vestigde zich daar met zijn eerste novice.
In 1857 sloot deze Dendermondse abdij aan bij de Congregatie van Subiaco.
Het binnenpand in neogotische stijl dateert van 1886 en de ruime bibliotheek uit 1891.
Enkele jaren later, in 1900, werd ook de oude Kapucijnenkerk, die te klein was geworden, afgebroken en in 1902 vervangen door de huidige Sint-Pieter en Pauluskerk, in neogotische stijl gebouwd naar de plannen van bouwmeester August Van Assche.
In 1914 werd de abdij grotendeels door brand verwoest. Ze werd na 1919 in neorenaissance heropgebouwd door de Gentse architect Valentin Vaerwyck en tussen 1945 en 1947 uitgebreid.
In 1939 werd de abdijkerk tot basiliek verheven.

## Liturgie
De monnikengemeenschap komt 4 maal per dag samen voor de getijden.
Op zon- en feestdagen zingen ze de lauden (ochtendgebed) te 7u15, de conventsmis te 10u00, het middagofficie te 12u15 en de vespers te 18u00. De Lezingendienst en Completen worden te 20u00 gebeden. Op alle zondagen wordt de conventsmis om 10h00 gevierd; zij wordt dan verzorgd door een koor. 
Op gewone weekdagen zingen ze het morgengebed om 7u15 en de conventsmis te 8u30, het middagofficie te 12u15, de vespers te 18u00 en de Lezingendienst en Completen te 20u00.
De conventsmis en de vespers worden gregoriaans gezongen. De andere officies gebeuren in het Nederlands.

## Gastvrijheid
Een beperkt aantal kamers is ingericht voor mannelijke gasten. Jaarlijks wordt er op Pinkstermaandag een opendeurdag georganiseerd.

## Levensonderhoud
Om in hun levensonderhoud te voorzien, verkopen de monniken het abdijbier Dendermonde Tripel (gebrouwen door de brouwerij De Block in Merchtem-Peizegem), de likeur Smaragdus en verschillende abdijwijnen. Het bier en de wijn is te verkrijgen aan de abdijpoort en in de verkooppunten van de firma Rubbens.
Aan de abdij is sinds 1932 een Religieus Centrum (het Liturgisch Kunstapostolaat Dendermonde) verbonden waar men op weekdagen wenskaarten, kaarsen, iconen, religieuze boeken, cd's en religieuze voorwerpen kan kopen.

## Abten
De abten zijn allen gemijterd, en hebben de waardigheid van bisschop.
1. Dom Maurus Lebeau (1888 - 1915)
2. Dom Adelardus Van der Meiren (1919 - 1933)
3. Dom Maurus Peleman (1935 - 1967)
4. Dom Filips De Cloedt (1967 - 1980)
5. Dom Roger De Coster (1980 - 2007)
6. Dom Gerard Van Malderen (2007 - )

## Galerij

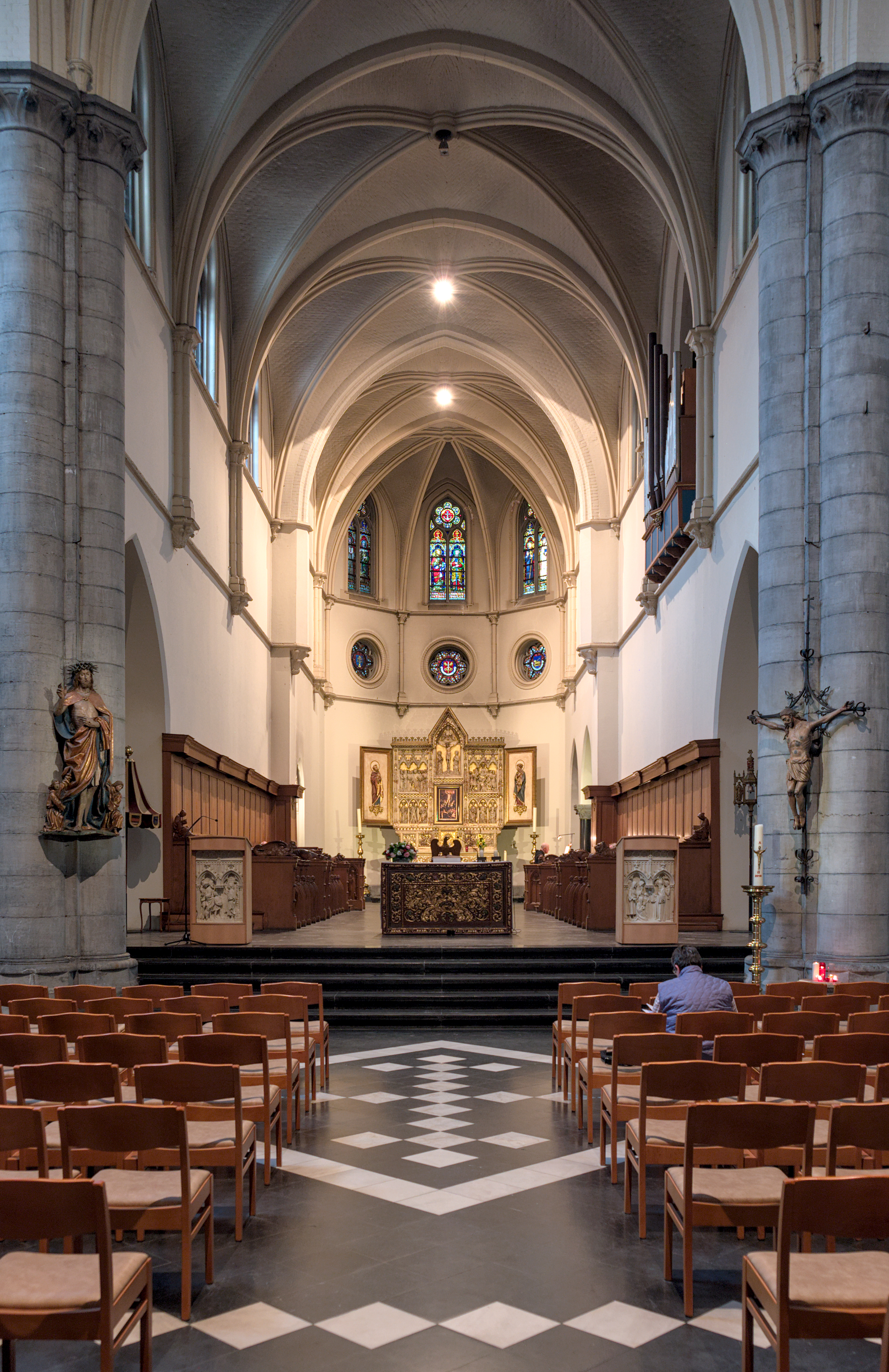
Interieur van de basiliek
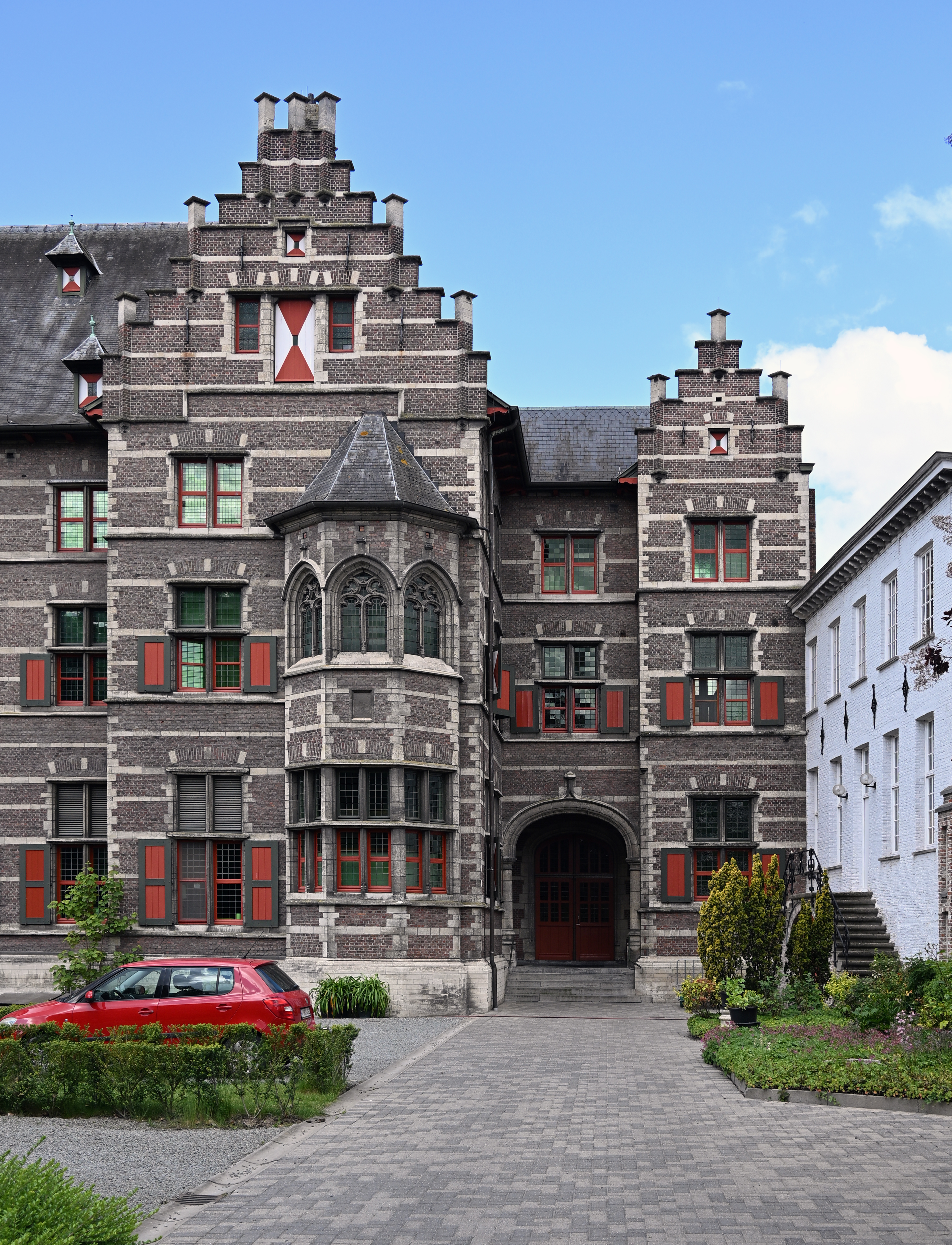
Tuinzijde van de abdij
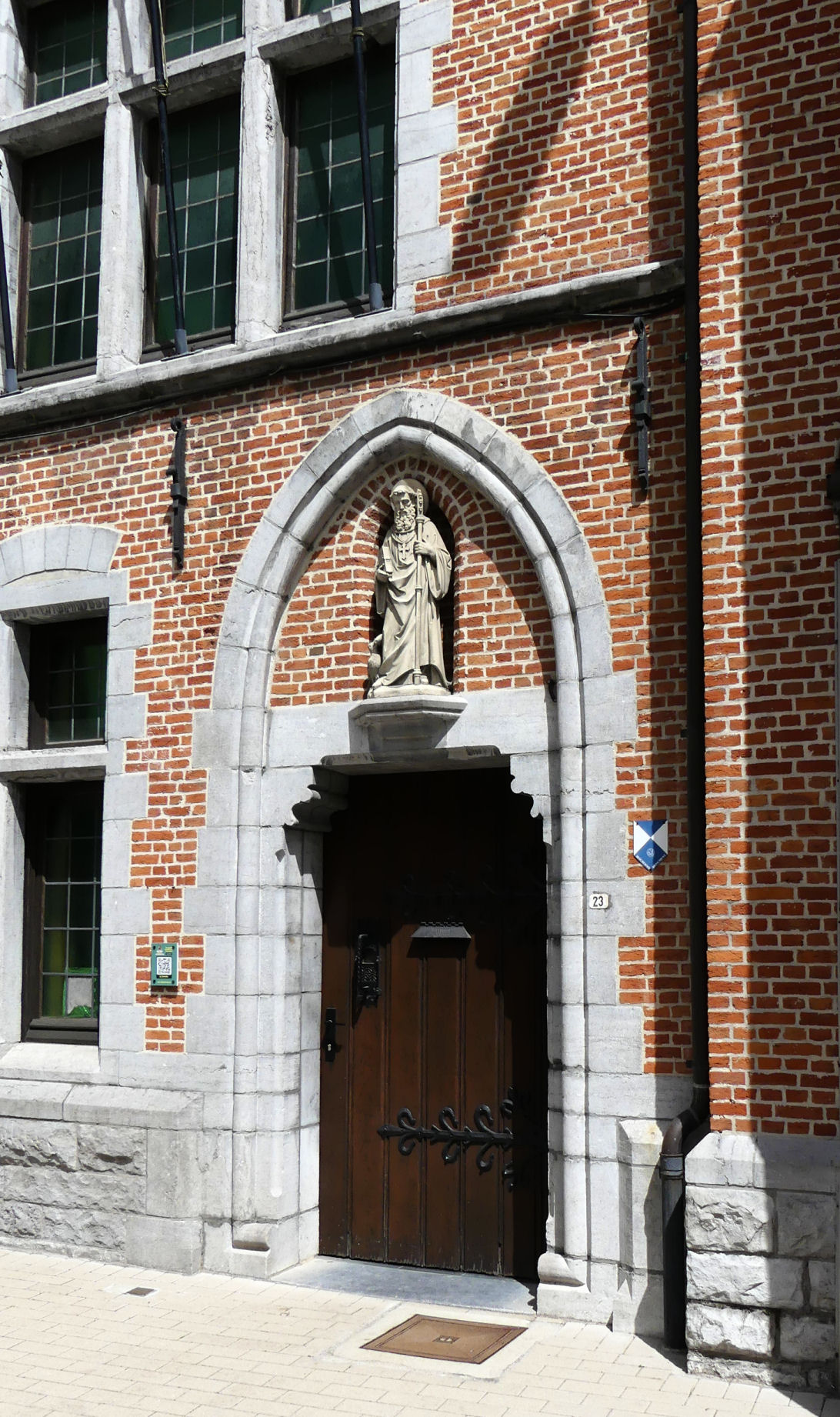
Abdijpoort
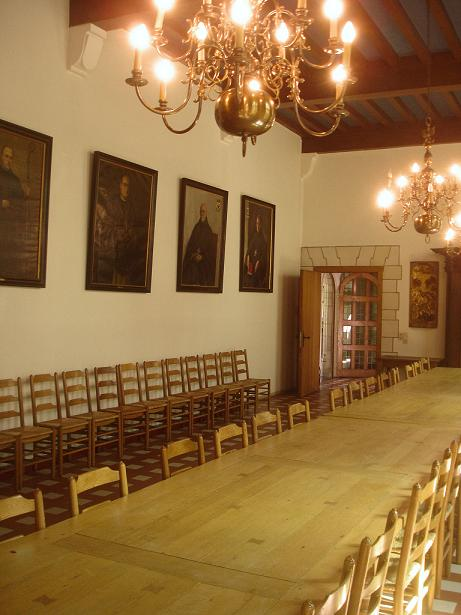
interieur
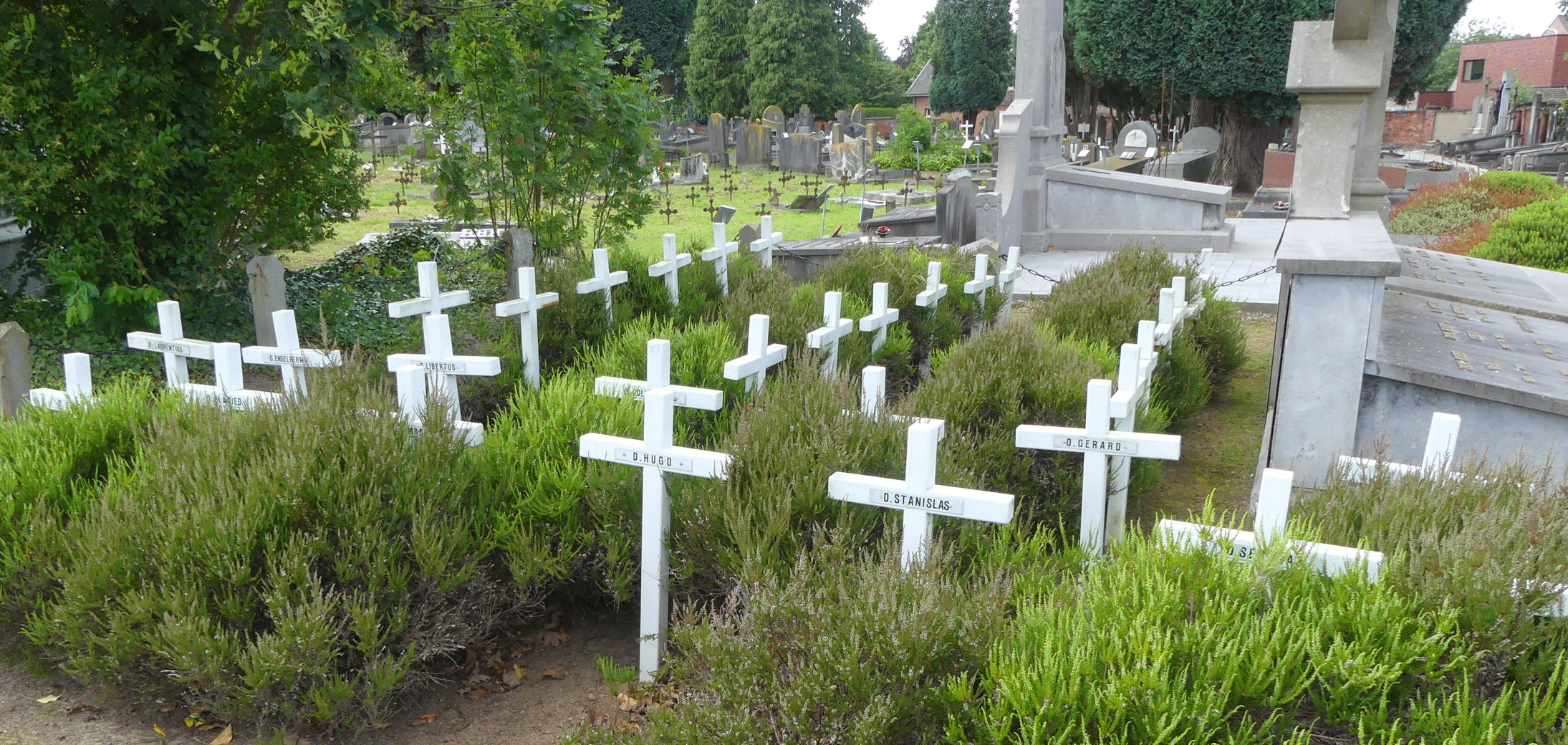
begraafplaats van de monniken